# Rafael (muzician)
Rafael Cătălin Paul Ciobotaru (n. 22 iunie 1976, Tulcea), cunoscut sub ⅕numele de scenă Rafael, este un muzician român (compozitor, solist vocal, chitarist, textier). Este cunoscut atât pentru activitatea sa solo, cât și ca solistul vocal al formației Iris din perioada 2013–2015.

## Studii și începuturile muzicale
Rafael cântă de la vârsta de 13 ani, frecventând o școală gimnazială cu clase speciale de muzică, unde a studiat canto și pian. A absolvit Liceul Sportiv din Tulcea (profil fotbal și karate). În paralel, a frecventat cursurile Școlii de Artă din Tulcea, studiind chitară clasică, canto clasic și modern. A urmat apoi, cursurile Facultății de drept din București. 
Prima tangență cu muzica a avut-o încă din fragedă copilărie, după cum chiar el declara: "Pentru prima oară am gustat muzica și am fost fascinat de ea ascultându-i pe vecinii bunicilor, care, la sfârșitul unei zile de muncă istovitoare, ieșeau pe prispă afară, cu fluierul sau cu cimpoiul, și cântau de răsuna satul. În zilele de sărbătoare, ne adunam și stăteam până dimineața, ascultându-i. Eu eram fascinat mai mult de vibrația, de trăirea acelor lăutari anonimi, care cântau fără să știe notele, dar cu un patos extraordinar. Oamenii de la țară, chiar dacă nu au o tehnică instrumentală extraordinară, au un feeling, o simțire, care de cele mai multe ori îi dărâmă și pe conservatoriști, pentru că ei trăiesc muzica extrem de profund. Și tocmai pe aspectul acesta am pus și eu accentul, când m-am apucat mai serios de muzică. Mă interesează foarte mult simțirea și transmiterea mesajului și a energiei pe care o emani în momentul în care cânți, pentru că, practic, un concert este un schimb de energii între tine, ca interpret, și public."

## Formații și colaborări
- Flash Band [2]
- Jukebox (Rafael este unul dintre fondatorii trupei) [3]
- Europe [4]
- Iris (în perioada iunie 2013 – aprilie 2015)
- Krypton (colaborare temporară) [5]
- Rafael & Friends [6]

## Discografie

### Singuri împreună

Coperta albumului Singuri împreună (2001)

Rafael a debutat discografic în anul 2001 cu albumul Singuri împreună, lansat prin intermediul casei de discuri Cat Music. Acesta este singurul material discografic oficial lansat de muzician până în prezent. Pe lângă piese originale, pe album se regăsesc câteva preluări din repertoriul formațiilor Krypton („Am crezut în ochii tăi”), Compact B („Cine ești tu, oare?”, „Chipul tău”) și Schimbul 3 („Zilele”, „Cu lumina ta”). Piesele „Am crezut în ochii tăi” și „Totul sau nimic” au fost însoțite de videoclipuri. Orchestrațiile aparțin lui Fernando Drăgănici. 
Lista pieselor
1. „Am crezut în ochii tăi” (Eugen Mihăescu / Eugen Mihăescu)
2. „Zilele” (Adrian Ordean / Ioan Gyuri Pascu)
3. „Mult prea departe” (Jacques Veneruso / Roxana Popescu)
4. „Cu lumina ta” (Adrian Ordean / Mircea Rusu)
5. „Singuri împreună” (Rafael / Rafael)
6. „Cine ești tu, oare?” (Adrian Ordean / Adrian Ordean)
7. „Chipul tău” (Adrian Ordean / Adrian Ordean)
8. „Totul sau nimic” (Adrian Ordean / Rafael)
9. „Ananda” (Rafael / Rafael)
10. „Singuri împreună” (radio edit) (Rafael / Rafael)

### Piese înregistrate cu Iris
Timp de aproape doi ani, între iunie 2013 și aprilie 2015, Rafael a fost solistul vocal al formației Iris. Alături de Iris, artistul a înregistrat în studio câteva piese mai vechi (din perioada în care vocalist era Cristi Minculescu), dar și piese noi.
- „Noaptea” (1984)
- „Strada ta” (1987)
- „Floare de Iris” (1988)
- „Baby” (1996)
- „Somn bizar” (1996)
- „Inocența ta” (2012)
- „Păstrează-mă-n inima ta” (2012)
- „Din alb în alb” (decembrie 2013, piesă nouă) [10]
- „Allez Allez” (iunie 2014, piesă nouă) [11]
- „Hai, România!” (septembrie 2014, „Allez Allez” cu versuri diferite,[12] compusă de Rafael,[13] imnul echipei naționale de fotbal a României și al suporterilor acesteia) [14]

### Piese înregistrate pentru Eurovision
- „We Are One” (realizată împreună cu Alexandru Nucă, participare la Selecția Națională Eurovision România 2018) [15]

## Premii și distincții
- câștigător al Premiului I la secțiunea interpretare la Festivalul Mamaia, 2000, cu piesa „Mult prea departe”. [16][17]
- câștigător al Festivalului european de muzică Malta, Valletta, 2000. [18]
- câștigător al Festivalului Callatis, Mangalia, 2000. [19]
- finalist al Selecției naționale Eurovision România, 2018, cu piesa „We Are One”. [20][21]

## Spiritualitate
Prima sa întâlnire cu Dumnezeu s-a petrecut in jurul vârstei de patru ani, întâlnire pe care i-o datorează bunicii materne. Pășind pentru prima oară într-o  biserică (ortodoxă), "a rămas fascinat... pătruns de o fericire imensă, dorindu-și din acel moment să devină preot". Căutările sale pe calea spiritualității au continuat, practicând între timp yoga, tao și zen. Influențat atât de amintirea bunicului său patern (un rus, ortodox practicant) "care, fie că voia să mănânce sau să bea apă, își făcea o cruce mare înainte", cât și de dorința rămasă încă vie, aceea de a deveni preot, Rafael s-a retras timp de mai bine de un an de zile la un schit de călugări ortodocși din Munții Poiana Ruscăi. Acolo, datorită înfățișării sale, a iubirii de semeni și a blândeții de care a dat dovadă, asemuindu-l cu Arhanghelul Rafael, călugării i-au atribuit acest nume, pentru eventualul moment al  tunderii în monahism. "Fratele de Mănăstire Rafael", nu a ajuns însă, să fie tuns în monahism, având între timp revelația faptului că drumul său în viață era altul, alegând să își continue cariera muzicală în detrimentul călugăriei, păstrându-și, totuși, numele de Rafael, ca semn al legăturii sale cu Dumnezeu. Tot în favoarea muzicii, a refuzat semnarea unui contract cu echipa de fotbal Dinamo București în anul 2003, echipă al cărei susținător este.

## Activitate sportivă
Rafael deține centura neagră la karate. Este portarul echipei naționale de fotbal a artiștilor, portarul echipei de fotbal a suporterilor în meciul disputat împotriva legendelor fotbalului românesc „Legende vs Suporteri” – Cupa României Timișoreana 2004 (când echipa lui Rafael a fost antrenată de către Emeric Jenei). A mai apărat poarta selecționatei parlamentarilor. De asemenea, susține activități sportive în rândul copiilor.

## Alte activități
- a fost redactor la revista VIP.
- a fost consilier parlamentar pe probleme culturale al senatorului Haralambie Vochițoiu.[29]
- a fost consilier de imagine al deputatei Monica Iacob-Ridzi.[30]
- în ciuda laturii sale spirituale, a militat împotriva atitudinii din primele zile a Bisericii Ortodoxe Romane fața de cazul Colectiv, fiind unul dintre cei mai vocali combatanți ai Patriarhului BOR, IPS Daniel.[31][32][33]. A fost prezent din primele momente la rugăciunile ținute la fata locului, pentru cei decedați în incendiul care a cuprins clubul.[34]

## Legături externe
- Rafael Romania pe Facebook
- Rafael Official pe Facebook